# Schäl Sick
Schäl Sick (rheinisch für „scheele/falsche Seite“) ist ein im Rheinland geläufiger Ausdruck für die aus Sicht des Betrachters andere, das heißt „schlechte“ oder auch „falsche“ Seite des Rheins. In der Region Köln/Bonn bezieht sich der Begriff nur auf die rechtsrheinischen Stadtteile. 

## Begriff
Der Ausdruck Schäl Sick kommt vom kölschen Wort schäle für „blinzeln“, verwandt mit „schielen“ oder „scheel angucken“. In früheren Zeiten, als es noch keine Dampfschifffahrt gab, wurden Kähne, sogenannte Treidelschiffe, von Pferden flussaufwärts gezogen (getreidelt). Die Tiere wurden dabei vom Sonnenlicht reflektierenden Wasser geblendet, sodass sie das andere Ufer nur „erblinzeln“ konnten. Um die Pferde vor Augenschäden durch die Sonneneinstrahlung zu schützen, legte man den Tieren auf der dem Wasser zugewandten Seite Scheuklappen an, wodurch diese die andere Rheinseite gar nicht mehr sehen konnten.
Diese immer wieder gerne aufgegriffene Entstehungsgeschichte ist allerdings umstritten. Zum einen ist nicht nachgewiesen, dass Pferde von grellem Sonnenlicht geblendet werden, und zum anderen wäre davon nicht nur einseitig ein Auge betroffen, aus dem sich eine scheele Seite ableiten ließe.

## Örtliche Auslegung

### Region Köln/Bonn

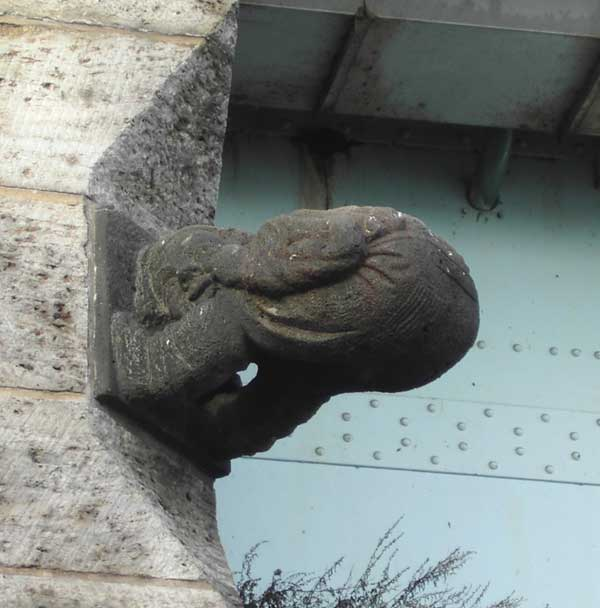
Das historische „Brückenmännchen“ im linksrheinischen Bonn zeigte mit dem Hinterteil in Richtung Schäl Sick. Die Abbildung zeigt die Nachkriegsvariante mit Zielrichtung Süden.

In der Region Köln/Bonn bezieht sich der Begriff Schäl Sick nur auf die rechtsrheinischen Stadtteile. Eine mögliche Erklärung liegt in der frühmittelalterlichen religiösen Trennung der beiden Rheinseiten. Die Römer besiedelten am Niederrhein nur die linke Seite des Flusses. Der Rhein selbst bildete die Grenze zum Römischen Reich. Erst südlich von Remagen bei Rheinbrohl wagten sie sich auf die rechte Rheinseite und befestigten die Grenze in ihrem weiteren Verlauf mit dem Limes. Während sich das Christentum in den römischen Gebieten weit verbreiten konnte, blieben die Germanen auf der anderen Rheinseite hiervon noch lange Zeit unbeeinflusst. 
Die linksrheinischen Christen betrachteten die rechtsrheinischen Bewohner als Heiden, die dem Odin (Wodan) huldigten, welcher als einäugiger, schielender germanischer Gott bekannt ist, der bei den Christen als hinterlistig, tückisch und unberechenbar galt. Die Schäl Sick wäre demnach diejenige Rheinseite, auf der die unkultivierten Barbaren ihren Schäl Wodan verehrten. Nach der Schäl Sick haben sich Kölner Bands wie die Schäl Sick Brass Band benannt.

### Neuss
Für Neusser Bürger ist die Schäl Sick ebenfalls rechtsrheinisch. Dabei wird die Begriffserläuterung etwas abweichend interpretiert: Die Pferde haben die Scheuklappen nur auf der Seite der aufgehenden Sonne getragen (Osten = rechtsrheinisch), weil sie sonst durch die Sonneneinstrahlung schäl wurden. Zwischen Neuss und Düsseldorf besteht eine Rivalität: Während Neuss eine der ältesten Städte Deutschlands ist, ist die früheste Erwähnung Düsseldorfs erst im 12. Jahrhundert und damit deutlich später. Die linksrheinische Lage von Neuss und die Angst der Preußen vor Frankreich begünstigte die schnellere Entwicklung von Düsseldorf auf der rechten Rheinseite. 
Im Jahr 1909 wurden zudem die linksrheinischen Orte Heerdt, Lörick, Oberkassel und Niederkassel nach Düsseldorf eingemeindet. Zusätzlich besteht spätestens seit der Belagerung von Neuss eine geschwisterliche Beziehung zwischen Neuss und Köln, da die Kölner den Neussern während der Belagerung halfen. Auch aus diesem Grund teilt sich Neuss mit Köln die Rivalität gegenüber Düsseldorf.
Zu sehen ist dies u. a. daran, dass der Neusser Stadtpatron auf dem Quirinus-Münster den Düsseldorfern den Rücken zuwendet.

### Düsseldorf
Der Düsseldorfer Begriff ist wahrscheinlich in Analogie zu diesem Sachverhalt gebildet worden, jedoch liegen dort die linksrheinischen Stadtteile (also z. B. Düsseldorf-Lörick) auf der Schäl Sick, die auf Düsseldorfer Platt Schäl Sitt heißt.

### Krefeld
Im linksrheinischen Krefeld gibt es die Schääle Sie. Da Krefeld aber kein Stadtgebiet jenseits des Rheines hat, meint der Krefelder mit diesem Ausdruck die gegenüberliegenden, überwiegend rechtsrheinischen Nachbarstädte Duisburg im Norden und Düsseldorf im Süden. Krefelder wohnen also immer auf der für Krefelder „richtigen“ Rheinseite. Die Beziehungen zum ebenfalls linksrheinischen Köln sind aus subjektiver Sicht der Krefelder besser als zum näher gelegenen, aber auf der „falschen“, gegenüberliegenden Rheinseite liegenden Düsseldorf.

### Region Koblenz
Auch in der Gegend um Koblenz ist der Ausdruck als Scheel Seit bekannt. Er wird hier sowohl von den Anwohnern des linken als auch des rechten Rheinufers abwertend zur Bezeichnung des jeweils anderen Ufers benutzt.

### Region Mainz/Wiesbaden
Im Raum Mainz/Wiesbaden wird beiderseits des Rheins von der „Ebsch Seit“ gesprochen, wenn es darum geht, die jeweils „falsche“ Uferseite des Rheins zu bezeichnen, insbesondere bei den Rivalitäten im AKK-Konflikt.

### Region Plettenberg (Sauerland)
Im Bereich der Lenne, die durch Plettenberg fließt, werden die nördlichen Ortsteile (u. a. Äggerin) als die falsche Seite bezeichnet.